# Onze-Lieve-Vrouw en Sint-Jan-Baptistkerk

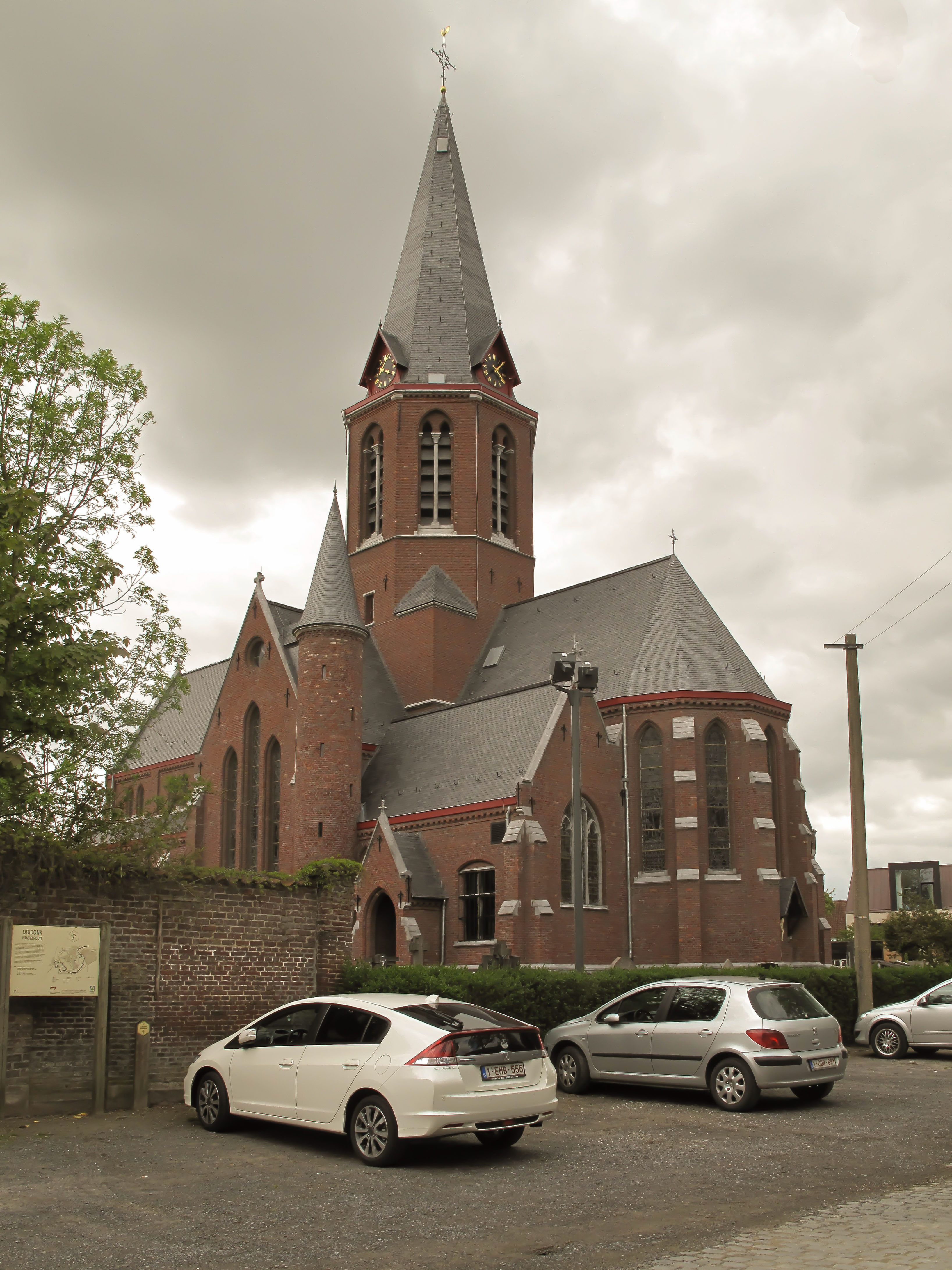
Onze-Lieve-Vrouw en Sint-Jan-Baptistkerk

De Onze-Lieve-Vrouw en Sint-Jan-Baptistkerk is de parochiekerk van de tot de Oost-Vlaamse gemeente Deinze behorende plaats Sint-Maria-Leerne, gelegen aan de Ooidonkdreef.

## Geschiedenis
De geschiedenis van het kerkgebouw gaat terug tot de 12e eeuw. Pas in 1362 werd de kerk schriftelijk vermeld. In 1868 werd het oorspronkelijke kerkje beschreven als een eenbeukig kruiskerkje met achtkante vieringtoren, gebouwd in Doornikse steen. Een verbouwing vond plaats in de 14e eeuw, en in de 16e eeuw werd het kerkje uitgebreid met twee zijbeuken. In de 16e en 17e eeuw was het een bedevaartplaats, aangezien een relikwie van Sint-Jan de Doper aanwezig was.
Het kerkje werd echter te klein, en het was ook in verval geraakt. Hoewel geadviseerd werd om het kerkje uit te breiden maar het authentieke romaanse deel te sparen werd door de kasteelheren T'Kint de Roodenbeke-de Naeyer sloop en nieuwbouw als voorwaarde voor de financiering gesteld. In 1877 werd de oude kerk gesloopt. Er werd een nieuwe, neogotische kerk gebouwd naar ontwerp van August Van Assche. De kasteelheer financierde de bouw, maar stelde voorwaarden, zoals de aanleg van een particuliere ingang, en een terrein op het kerkhof voor een grafkelder ten behoeve van de familie.

## Gebouw
Het bakstenen kerkgebouw heeft dezelfde vormentaal als de oorspronkelijke kerk. Het is een grote neogotische bakstenen kruiskerk met achtkante vieringtoren. Het hoofdkoor is vijfzijdig afgesloten.
Ten noorden van het koor bevindt zich de grafelijke kapel. De kerk is voorzien van een neogotisch meubilair dat grotendeels geschonken is door de kasteelheren.